# Basketball-Bundesliga 2000-2001
La Basketball-Bundesliga 2000-2001 è stata la 35ª edizione del massimo campionato tedesco di pallacanestro maschile. La vittoria finale è stata ad appannaggio dell'Alba Berlin.

## Stagione regolare
|     | Squadra                  | G  | V  | P  | Pt. | Qualificazione       |
| --- | ------------------------ | -- | -- | -- | --- | -------------------- |
| 1.  | Alba Berlin              | 26 | 25 | 1  | 50  | playoffs             |
| 2.  | Bayer 04 Leverkusen      | 26 | 18 | 8  | 36  | playoffs             |
| 3.  | Telekom Baskets Bonn     | 26 | 17 | 9  | 34  | playoffs             |
| 4.  | Avitos Gießen            | 26 | 15 | 11 | 30  | playoffs             |
| 5.  | s.Oliver Würzburg        | 26 | 15 | 11 | 30  | playoffs             |
| 6.  | StadtSport Braunschweig  | 26 | 13 | 13 | 26  | playoffs             |
| 7.  | Mitteldeutscher          | 26 | 13 | 13 | 26  | playoffs             |
| 8.  | Opel Skyliners Frankfurt | 26 | 13 | 13 | 26  | playoffs             |
| 9.  | HERZOGtel Trier          | 26 | 11 | 15 | 22  | girone retrocessione |
| 10. | TSK uniVersa Bamberg     | 26 | 10 | 16 | 20  | girone retrocessione |
| 11. | Oldenburger TB           | 26 | 9  | 17 | 18  | girone retrocessione |
| 12. | Brandt Hagen             | 26 | 9  | 17 | 18  | girone retrocessione |
| 13. | BCJ Amburgo Tiger        | 26 | 8  | 18 | 16  | girone retrocessione |
| 14. | ratiopharm Ulm           | 26 | 6  | 20 | 12  | girone retrocessione |

### Girone retrocessione
|     | Squadra              | G  | V  | P  | Pt. | Qualificazione                         |
| --- | -------------------- | -- | -- | -- | --- | -------------------------------------- |
| 9.  | HERZOGtel Trier      | 36 | -  | -  |     |                                        |
| 10. | TSK uniVersa Bamberg | 36 | 18 | 18 | 36  |                                        |
| 11. | Oldenburger TB       | 36 | -  | -  |     |                                        |
| 12. | Brandt Hagen         | 36 | -  | -  |     |                                        |
| 13. | BCJ Amburgo Tiger    | 36 | -  | -  |     | retrocesse in 2. Basketball-Bundesliga |
| 14. | SSV ratiopharm Ulm   | 36 | -  | -  |     | retrocesse in 2. Basketball-Bundesliga |

## Playoff
|  | Quarti di finale | Quarti di finale   | Quarti di finale |              |              | Semifinali       | Semifinali | Semifinali |  |  | Finali | Finali       | Finali |
|  |                  |                    |                  |              |              |                  |            |            |  |  |        |              |        |
|  | 1.               | Alba Berlino       | 3                |              |              |                  |            |            |  |  |        |              |        |
|  | 8.               | Skyl. Francoforte  | 1                |              |              |                  |            |            |  |  |        |              |        |
|  | 8.               | Skyl. Francoforte  | 1                |              | 1.           | Alba Berlino     | 3          |            |  |  |        |              |        |
|  |                  |                    |                  |              | 1.           | Alba Berlino     | 3          |            |  |  |        |              |        |
|  |                  | 4.                 | MTV Gießen       | 0            |              |                  |            |            |  |  |        |              |        |
|  | 4.               | 4.                 | MTV Gießen       | 0            | MTV Gießen   | 3                |            |            |  |  |        |              |        |
|  | 4.               |                    |                  |              | MTV Gießen   | 3                |            |            |  |  |        |              |        |
|  | 5.               | DJK Würzburg       | 1                |              |              |                  |            |            |  |  |        |              |        |
|  |                  |                    |                  |              |              |                  |            |            |  |  | 1.     | Alba Berlino | 3      |
|  |                  |                    | 3.               | Telekom Bonn | 0            |                  |            |            |  |  |        |              |        |
|  | 2.               | Bayer Leverkusen   | 3                |              |              |                  |            |            |  |  |        |              |        |
|  | 7.               | Mitteldeutscher BC | 0                |              |              |                  |            |            |  |  |        |              |        |
|  | 7.               | Mitteldeutscher BC | 0                |              | 2.           | Bayer Leverkusen | 1          |            |  |  |        |              |        |
|  |                  |                    |                  |              | 2.           | Bayer Leverkusen | 1          |            |  |  |        |              |        |
|  |                  | 3.                 | Telekom Bonn     | 3            |              |                  |            |            |  |  |        |              |        |
|  | 3.               | 3.                 | Telekom Bonn     | 3            | Telekom Bonn | 3                |            |            |  |  |        |              |        |
|  | 3.               |                    |                  |              | Telekom Bonn | 3                |            |            |  |  |        |              |        |
|  | 6.               | Braunschweig       | 0                |              |              |                  |            |            |  |  |        |              |        |

| Basketball-Bundesliga 2000-2001 |
| ------------------------------- |
| ALBA Berlin 5º titolo           |

## Formazione vincitrice
| N° | Naz.                            | Ruolo | Sportivo        |  | Alt. |  |
| -- | ------------------------------- | ----- | --------------- |  | ---- |  |
| 4  | Germania (bandiera)             | G     | Henrik Rödl     |  | 200  |  |
| 5  | Germania (bandiera)             | G     | Jörg Lütcke     |  | 200  |  |
| 6  | Germania (bandiera)             | AG    | Sven Schultze   |  | 208  |  |
| 7  | Germania (bandiera)             | G     | Marko Pešić     |  | 198  |  |
| 8  | Stati Uniti (bandiera)          | P     | Derrick Phelps  |  | 199  |  |
| 9  | Germania (bandiera)             | C     | Teoman Öztürk   |  | 208  |  |
| 10 | Jugoslavia (bandiera)           | C     | Dejan Koturović |  | 214  |  |
| 11 | Germania (bandiera)             | GA    | Nino Garris     |  | 199  |  |
| 12 | Stati Uniti (bandiera)          | A     | Wendell Alexis  |  | 205  |  |
| 13 | Germania (bandiera)             | G     | Tommy Thorwarth |  | 198  |  |
| 14 | Germania (bandiera)             | AC    | Stipo Papic     |  | 208  |  |
| 15 | Germania (bandiera)             | A     | Milan Soukup    |  | 203  |  |
|    | Bosnia ed Erzegovina (bandiera) | All.  | Emir Mutapčić   |  |      |  |

## Premi e riconoscimenti
- MVP regular season:  Mark Miller, Telekom Baskets Bonn